# 圆孢炭黑粉菌
圆孢炭黑粉菌（学名：Anthracoidea subinclusa）是属于黑粉菌目炭黑粉菌科炭黑粉菌属的一种真菌，寄生在苔草属植物上。该种分布于中国、哈萨克斯坦、塔吉克斯坦、格鲁吉亚、阿塞拜疆、丹麦、挪威、瑞典、芬兰、爱沙尼亚、拉脱维亚、立陶宛、乌克兰、俄罗斯、白俄罗斯、波兰、匈牙利、德国、瑞士、英国、加拿大、美国、阿根廷等地。